# Grottoes (Virginia)
Grottoes es una localidad situada entre el Condado de Augusta y el Condado de Rockingham, Virginia, Estados Unidos. Según el censo de 2000 tenía una población de 2.114 habitantes y una densidad de población de 613.7 hab/km².

## Demografía
Según el censo de 2000, había 2.114 personas, 861 hogares y 593 familias residiendo en la localidad. La densidad de población era de 613,7 hab./km². Había 894 viviendas con una densidad media de 259,5 viviendas/km². El 94,94% de los habitantes eran blancos, el 3,78% afroamericanos, el 0,19% amerindios, el 0,24% asiáticos, el 0,09% de otras razas y el 0,76% pertenecía a dos o más razas. El 1,51% de la población eran hispanos o latinos de cualquier raza.
Según el censo, de los 861 hogares en el 36,2% había menores de 18 años, el 53,2% pertenecía a parejas casadas, el 11,4% tenía a una mujer como cabeza de familia y el 31,1% no eran familias. El 27,2% de los hogares estaba compuesto por un único individuo y el 11,7% pertenecía a alguien mayor de 65 años viviendo solo. El tamaño promedio de los hogares era de 2,46 personas y el de las familias de 2,98.
La población estaba distribuida en un 27,0% de habitantes menores de 18 años, un 7,5% entre 18 y 24 años, un 34,0% de 25 a 44, un 20,5% de 45 a 64 y un 10,9% de 65 años o mayores. La media de edad era 34 años. Por cada 100 mujeres había 89,8 hombres. Por cada 100 mujeres de 18 años o más, había 84,8 hombres.
Los ingresos medios por hogar en la localidad eran de 38.618 dólares ($) y los ingresos medios por familia eran 46.574 $. Los hombres tenían unos ingresos medios de 32.500 $ frente a los 25.500 $ para las mujeres. La renta per cápita para la ciudad era de 17.195 $. El 7,2% de la población y el 5,5% de las familias estaban por debajo del umbral de pobreza. El 6,0% de los menores de 18 años y el 14,2% de los habitantes de 65 años o más vivían por debajo del umbral de pobreza.

## Geografía
Según la Oficina del Censo de los Estados Unidos, Grottoes tiene un área total de 0.0 km² de los cuales 0.0 km² corresponden a tierra firme y 0.0 km² a agua. El porcentaje total de superficie con agua es 0.0.